# Молекулярна гідродинаміка капілярів

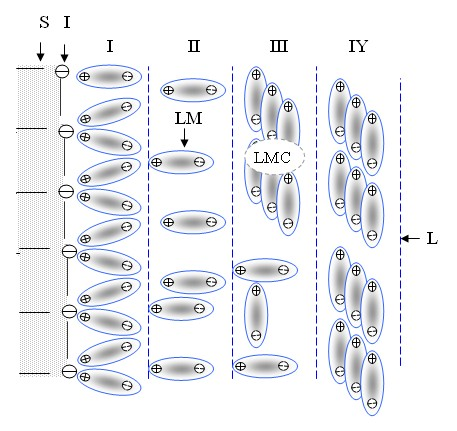
Взаємодія молекул рідини і поверхні твердого тіла.

Молекуля́рна гідродина́міка капіля́рів (англ. molecular hydrodynamics of capillaries) — розділ гідродинаміки про рух рідини капіляром під дією міжмолекулярних сил рідини та міжфазної поверхні.
Динаміка руху рідини капіляром окреслюється стрімкістю взаємодії окремих молекул рідини та твердого тіла. Рідина — рутинна багатофакторна система. Ії поверхня — тонка невидима ковдра товщиною в одну-дві молекули. Міжмолекулярні зв'язки в рідині при контакті з капілярною структурою порушуються й одночасно гіперболізуються, бо та дає рідині додаткові точки опори. Починаючи з  цього моменту, молекули рідини та поверхні капілярів діють спільно, породжуючи сили адгезії та поверхневого натягу. Надійна взаємодія молекул забезпечується їх зближенням та встановленням між ними слабкого хімічного зв'язку. Асоціація молекул супроводжується локальними збуреннями щільності контактуючих речовин. Молекули рідини та поверхні твердого тіла є джерелами енергії, спроможними рухати рідину відносно поверхні твердого тіла й утворювати потоки з високою кінетичною енергією. Рушійні якості молекул містяться в енергетичних властивостях атомів та молекул рідини й твердої поверхні, в різних механізмах зв'язку, котрі атоми та молекули використовують при спілкуванні з іншими атомами та молекулами, зокрема, йонного зв'язку, утвореного силами електростатичного притягання як у тому ж хлориді натрію, молекулярного зв'язку, зумовленого вандерваальсовими силами тяжіння молекул, водневого зв'язку тощо.
При зануренні твердого тіла S в рідину L її молекули LM взаємодіють з йонами І поверхні (квазікристалічної гратки). Весь обшир рідини, прилеглої до поверхні твердого тіла, можна умовно розбити на чотири ділянки, які відрізняються характером а також активністю взаємодії молекул рідини та йонів твердого тіла: I — ділянка сильної взаємодії; II — ділянка помірної взаємодії; III — ділянка слабкої взаємодії; IY — ділянка дуже слабкої взаємодії. У межах ділянки I спостерігається сильна адгезія молекул рідини до поверхні твердого тіла та поляризація зчеплених приповерхневих частинок. В об'ємі ділянки II молекули рідини відчувають на собі доволі помітний вплив як зі сторони йонів поверхні твердого тіла, так і зі сторони приповерхневих поляризованих молекул рідини, зчеплених з цими йонами, відповідним чином вони й поляризуються. В просторі ділянки III молекули рідини слабко взаємодіють з йонами твердого тіла та молекулами рідини ділянки I. В об'ємі ділянки IY молекули рідини дуже віддалені від поверхні твердого тіла, тож, практично не взаємодіють із його йонами, проте, інтенсивно утворюють невгамовні молекулярні колективи LMC.
Одним із найбільш енергетично ефективних видів міжфазної поверхні є капілярна структура, вона має значну питому поверхню (величину співвідношення площі та об'єму) а також володіє високими рушійними властивостями. У свою чергу, рушійні властивості капілярної структури зумовлюються силами адгезії та поверхневого натягу.
Керувати рідиною, в окремих випадках, означає поширювати властивості, притаманні малим молекулярним колективам, на далекі відстані. Зокрема, рідина може приводиться в рух міжмолекулярними вандерваальсовими силами адгезії та поверхневого натягу при використанні вільної енергії Гіббза міжфазної поверхні з утворенням потужних потоків — властивість, корисна для організації гідроакумулювання чи руху гідротурбіни в реальному масштабі часу, бо потоки спроможні виконати роботу й, відповідно, виробити певну енергію. Рідина може також транспортувати йони, утворювати електроосмотичний потік і потенціал протікання (течії) тощо.

## Історія
На межі рідини, твердого тіла та газу (повітря) молекули кожної речовини оточені молекулами своєї та суміжної фаз, тож, взаємодіють не тільки з молекулами своєї фази, але й з молекулами суміжної фази, спричиняючи поверхневі фізичні та хімічні явища змочування, адгезії, когезії, капілярності, адсорбції та абсорбції. Інтенсивність цих явищ визначається, як правило, енергетичними властивостями міжфазної поверхні, зокрема, рівнем вільної енергії Гіббза. Поверхнева енергія може бути величезною, і щонайкраще вона локалізується в пористих структурах. Дуже малі поперечні розміри капілярів приводять до зростання впливу сил поверхневого натягу та в'язкості, збільшення гідравлічного опору та розсіювання енергії, значного зниження числа Рейнольдса й, відповідно, турбулентності. Змішування рідин відбувається переважно за рахунок дифузії. Мініатюризація капілярних систем супроводжується підвищенням точності вимірювань і зменшенням одиниці квантування. Тенденція до зменшення розмірів капілярів дала життя мікрогідродинаміці або мікрофлюїдиці (англ. microfluidics) та наногідродинаміці або нанофлюїдиці (англ. nanofluidics) — новим прикладним науковим розділам гідродинаміки, в яких розглядаються механізми переміщення рідини у вузьких капілярах під впливом зовнішніх та/або внутрішніх сил. Характерними особливостями цих напрямків є малі діаметри капілярів (у мікрофлюїдиці — 0,1-500 мкм, у нанофлюїдиці — 1-100 нм) та невеликі об'єми рідини, якими маніпулюють при дослідженнях Головними сферами використання досягнень мікрофлюїдики стали на початку 1980-х років струменеві принтери, пізніше — хімічні лабораторії на чипі. Унікальні властивості нанорозмірних капілярів дозволяють створювати гідродинамічні елементи з функціями випрямлення та підсилення йонічного електричного струму, тунелювання субатомних частинок через потенціальний бар'єр — по своїм можливостям гідродинамічні елементи багато в чому подібні електронним напівпровідниковим елементам.
Та все ж, сутність процесів, що супроводжують рух рідини в порах, у світлі сучасної науки найбільш адекватно відображається терміном молекулярна гідродинаміка. Справді, процеси, які протікають в капілярах, обумовлені енергетичними властивостями молекул рідини і твердого тіла. Капілярні процеси коректно описуються рівняннями молекулярної фізики та молекулярної кінетики в класичному та в квантовому вимірах. Без розуміння атома і молекули не можна розрахувати в'язкість та густину рідини. До розмірів молекул зводяться відстані, на яких діють сили, що визначають енергетичні властивості цих малих частинок. Коливаннями атомів та молекул великою мірою визначаються і процеси всередині та на кордоні фаз.
Фізику вільного поширення ньютонівської рідини горизонтальним та вертикальним капілярами не можна пояснити лише дією сил адгезії, когезії та поверхневого натягу а також появою лапласівського тиску внаслідок викривлення поверхневого шару рідини, без врахування впливу теплових коливань приповерхневих молекул рідини по причині Броунівського руху молекул об'єму, локальних флуктуацій щільності рідини в результаті перебудови молекулярних доменів усередині об'єму та конденсацією молекул рідини із пари на прикордонну з рідиною поверхню вердого тіла. Без врахування молекулярних моделей вільного розтікання рідини стінкою капіляра, зокрема, не можна пояснити рух рідини у вихідних умовах, коли її поверхня в капілярі є абсолютно плоскою. Тож, нові технології та системи не можуть бути описані всебічно в рамках лише традиційних теоретичних підходів Юнга-Лапласа та Нав'є-Стокса і використання поняття молекулярної гідродинаміки як молекулярного відгалуження класичної гідродинаміки є цілком доречним. Від того, як точно ми визначимо методологію, термінологію та вихідні дані, залежить наскільки об'єктивними будуть наші подальші фізичні та математичні моделі.
Науковці та інженери в останні роки досліджують фізику капілярності а також поведінку рідини на межі фаз, спираючись на макроскопічні та мікроскопічні моделі. Зокрема, вони вивчають ефект змочування, який лежить в основі капілярності й використовується при виготовленні гідрофільних або ж гідрофобних (захисних) матеріалів,  у струменевих принтерах, в хімічних лабораторіях на чипі тощо. Динаміка  поширення рідини відіграє вирішальну роль у процесі капілярного транспортуванні рідини, особливо, в системах молекулярної гідроенергетики, бо висока швидкість руху рідини капілярною структурою дозволяє переміщувати великі об'єми рідини в короткі проміжки часу та формувати потужні потоки.
Особливості руху рідини капілярами є предметом дослідження у великій кількості публікацій. Швидкість руху рідини капілярами та об'ємні (масові, вагові) витрати визначаються рівняннями Пуазейля. Вашбурн, який ще у 1920-х роках розробляв динамічні методи вимірювання поверхневого натягу, встановив, що об'єм рідини, який проникає в пористе тіло, пропорційний кореню квадратному із виразу (γ·t/η) або VFL ∞ (γ·t/η)0,5. Його формула дозволяє визначити відстань, яку проходить рідина в горизонтальному капілярі за певний час, і добре корелює з експериментальними даними.  Схожі відношення були отримані також Лукасом трьома роками раніше та Ріделом, тому в багатьох пізніших публікаціях цю формулу ще називають рівнянням Лукаса-Вашбурна-Рідела та уточнюють її для різних умов використання.
Автори Бонн, Еггерс, Індекен ті ін. аналізують флуктуації параметрів змочування при нагріванні, досліджують динаміку розтікання краплі рідини на змочуваній поверхні а також скраплення плівки рідини на незмочуваній поверхні з використанням макроскопічних та мікроскопічних моделей, у тому числі, лінії контакту трьох фаз (three-phase contact line).  Бертьє, Госселін та Делап'єр з Університету Гренобль Альпи (фр. Université Grenoble Alpes), які займаються розробкою лабораторій на чипі, використовують рівняння Лукаса-Вашбурна-Рідела для дослідження динаміки крайового кута змочування і впливу форми та розмірів меніска на параметри руху рідини горизонтальним капіляром. Дослідники фокусуються на зручності маніпулювання малими об'ємами речовими, зменшенні витрат на виготовлення та зберігання реактивів, точності дотримання параметрів та характеристик, наприклад, температури при охолодженні біологічної тканини а також на регулюванні швидкості спонтанного поширення рідини пористою структурою шляхом електрозмочування, внесення домішок, нанесення на поверхню стінок наноелементів, підсилюючих зчеплення молекул цієї поверхні з молекулами рідини тощо. У переважній кількості інших публікацій рух рідини капілярами забезпечується дією зовнішніх джерел енергії, і лабораторії на чипі є пристроями одноразового використання.

## Фізичні моделі руху рідини капіляром
Збільшення площі контакту рідини з поверхнею капіляра (ефект змочування) відбувається внаслідок спільної дії кількох факторів, найбільш важливими з яких є: a) теплові коливання приповерхневих молекул рідини через броунівський рух молекул об'єму та акустичного шуму гідродинамічного походження, для яких характерні випадкова зміна амплітуди й частоти; b) флуктуації щільності рідини, зумовлені перебудовою молекулярних доменів усередині об'єму; c) конденсація молекул рідини із пари на прикордонну з рідиною поверхню твердого тіла.

### Модель теплових коливань приповерхневих молекул

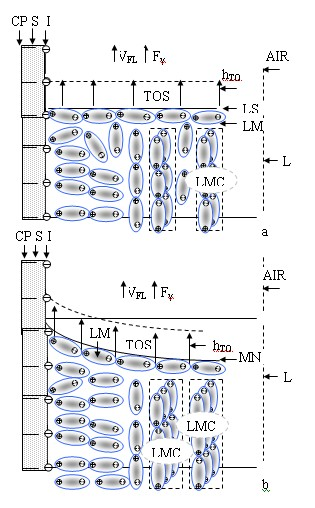
Механізм руху рідини капіляром, зумовлений тепловими коливаннями приповерхневих молекул.

Механізм змочування рідиною поверхні вертикального капіляра під дією теплових коливань приповерхневих молекул  проявляється так. Стінки капіляра СР виконані з твердого тіла S, яке складається, наприклад. із йонізованих атомів І. Внутрішній діаметр капіляра в загальному випадку значно перевищує розмір молекул; тому в схемі достатньо показати капіляр у вигляді обмеженої поверхні, проте, поведінку цієї поверхні можна поширити на всю стінку капіляра. Поверхня стінок капіляра є гідрофільною по відношенню до рідини. Рідина L включає полярні молекули або неполярні молекули LM, але які можуть бути поляризовані при контакті з іншими молекулами, молекули рідини частково поєднані між собою та утворюють молекулярні колективи LMC.
У початковий момент занурення капіляра СР в рідину L поверхня рідини LS є плоскою. В об'ємі рідини сили притягання молекул врівноважені силами відштовхування. Проте, статика — уявний ідеальний стан. До утворення меніска молекули рідини в об'ємі та на кордоні її з повітрям спонтанно коливаються в усіх напрямках, у тому числі, в напрямку повітряного середовища під дією теплових процесів. Через те що молекули рідини не так міцно зв'язані між собою, як атоми твердого тіла, амплітуда їх коливань hTO є значною. Простір теплових коливань приповерхневих молекул рідини TOS на схемі обмежений горизонтальною пунктирною лінією в полі повітряного середовища AIR.
Кожен потік починається з однієї краплі, кожна крапля починається з однієї молекули, яка переходить із одного енергетичного стану в інший. Так як сили взаємодії молекул рідини з молекулами поверхні капіляра перевищують сили взаємодії молекул рідини між собою, у якийсь момент одна з молекул рідини, що піднялася вверх, зчіплюється з йоном дільниці твердого тіла, котра знаходиться вище поверхні рідини. Коли деяка молекула починає рухатися, за нею виникає «хвіст» з інших молекул. Сусідні молекули находять її авангардною, скупчуються навколо неї — і живі й неживі творіння воліють зосереджуватися там, де вони почувають себе комфортно. Утворена так група молекул стартує слідом за першою молекулою, в результаті, молекули колективу також зчіплюються із сусідніми йонами твердого тіла. Силами адгезії FА та поверхневого натягу Fγ рідина піднімається капіляром, утворюючи меніск MN на своїй поверхні. Напрям руху рідини показано вектором vFL. Після утворення меніска механізм руху рідини капіляром залишається незмінним, якщо не враховувати ті сили поверхневого натягу, які спрямовані на мінімізацію поверхні рідини та перетворення параболічної поверхні в площину.
Теплові коливання приповерхневих молекул рідини є однією з найбільш важливих умов поширення рідини поверхнею вертикального капіляра, бо коливання молекул й атомів у молекулах відбуваються неперервно, і вони зумовлюють таке ж неперервне розтікання рідини. Велика інерційність перебудови меніска в околі активної молекули певною мірою стримує поширення процесу адгезії.

### Флуктуаційна модель поширення адгезії

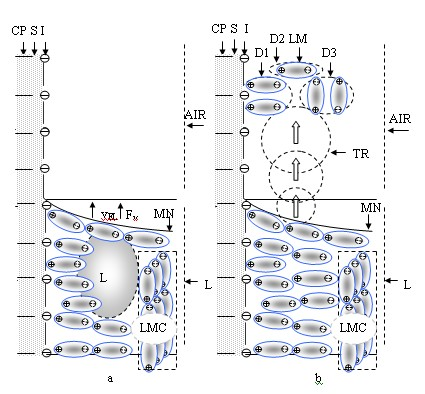
Флуктуаційна модель руху рідини капіляром демонструє появ перепаду щільності у стовпі рідини та викид краплі з об'єму рідини під час збурення.

Важлива роль у поширенні процесу адгезії і, як наслідок, у піднятті рідини вертикальним капіляром відведена локальним флуктуаціям щільності — випадковим відхиленням концентрації молекул рідини від середнього значення в різних точках об'єму. Ці аномалії супроводжуються створенням та перебудовою молекулярних доменів а також збуреннями тиску. Місцеві збурення щільності та тиску враховує флуктуаційна модель поширення рідини поверхнею вертикального капіляра.  Її фізичну суть  можна пояснити так. Поведінка рідини L в капілярі СР визначається не тільки властивостями окремих молекул LM, але також і колективами LMC, сформованими із цих молекул. Кожна така група складається із певного числа молекул, пов'язаних між собою чітко визначеними зв'язками. Доменна структура рідини породжує між молекулярними колективами «пустоти» LD — місця з пониженою щільністю молекул. Локальні градієнти щільності та тиску зумовлюють перманентні збурення по всьому об'єму рідини.
При виникненні локального градієнту щільності LD та тиску в стовпі рідини частина її у вигляді крапель D1, D2, D3 викидається із об'єму фази у повітряне середовище AIR й розлітається вверх та в сторони по деякій траєкторії TR. Якась крапля D1 потрапляє на поверхню твердого тіла. Частина молекул краплі зчіплюється з йонами І поверхні стінки, залишок краплі під своєю вагою рухається вниз до поверхні рідини, одночасно розтікаючись під дією сил адгезії по всіх напрямках. У якусь мить фрагмент цієї краплі зіллється з усім стовпом рідини, формуючи меніск MN та спричиняючи у подальшому підняття рідини в капілярі молекулярними силами поверхневого натягу Fγ. По закінченню збурення молекулярні домени в об'ємі рідини квантовано перебудовується та адаптуються до нових реалій. Динаміка системи починалася з однієї флуктуації щільності та тиску, проте, ця флуктуація спричинила потік великого об'єму рідини. Так одна, навіть мала зміна започатковує великі зміни в системі й трансформує цю систему до невпізнанності. Градієнти щільності не є рідкісним явищем в об'ємі рідини, тож, повторюючись, вони суттєво прискорюють розтікання рідини поверхнею стінки й так нарощують швидкість руху рідини капіляром.

### Конденсаційна модель
Рідина може збільшувати площу контакту з гідрофобною поверхнею стінки вертикального капіляра також за рахунок випаровування рідини в повітряне середовище та конденсаційного утворення крапель на прикордонній з рідиною поверхні капіляра із наступним злиттям крапель з усім об'ємом фази, формуванням меніска та узвишшям стовпа рідини силами поверхневого натягу.
Механізм конденсаційної моделі руху рідини поверхнею капіляра включає кілька процесів, ключовими з яких є випаровування та конденсація.

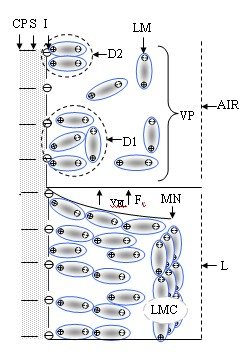
Конденсаційна модель руху рідини капіляром.

При довільній температурі з поверхні рідини L йде спонтанне випаровування молекул LM, які переходять у повітряне середовище у вигляді пари й особливо щільно накопичуються в прикордонній до рідини області, де в певних умовах пара стає насиченою. Молекули пари ведуть себе подібно газу. Вони спонтанно рухаються, інколи зливаються одна з одною. Спонтанна прогулянка атомів і молекул у вигляді пари VP не залишається без наслідку. Рано чи пізно відбувається конденсація, іншими словами, перетворення газу в рідину — процес зворотний пароутворенню. При перенасиченні пари якась молекула рідини конденсується на гідрофільну поверхню твердого тіла S і взаємодіє з йонами І. А так як насиченість пари VP найбільша в прикордонній до рідини області, то й імовірність конденсації в цій області найвища, тож процес конденсації приводить до поєднання конденсованих молекул рідини та формування краплі D1. Крапля збільшується за рахунок сил когезії.
На деякій віддалі від прикордонної області також спостерігається процес конденсації рідини на поверхню капіляра, проте, формування краплі D2 йде повільніше, так як насиченість пари там менша. У якийсь момент крапля D1 під своєю вагою починає рухатися вниз, одночасно розтікаючись по всіх напрямках під дією сил адгезії. Згодом вона зливається з усім об'ємом рідини в капілярі, формуючи меніск MN та спричиняючи підняття рідини в капілярі молекулярними силами поверхневого натягу Fγ. Через певний час крапля D2 також досягає критичних розмірів і маси і вносить свій вклад у рух рідини капіляром.
Коли пара є насиченою, швидкість її конденсації дорівнює швидкості випаровування.
Кожен із вище згаданих механізмів збільшення площі контакту рідини з поверхнею стінки вертикального капіляра окремо не існує, навпаки, в реальності вони діють спільно. Проте, і в сукупності вказані механізми без суттєвого доопрацювання не забезпечують високу швидкість руху рідини капіляром, необхідну для транспортування рідини у промислових системах.

### Неоднозначність дії сил адгезії

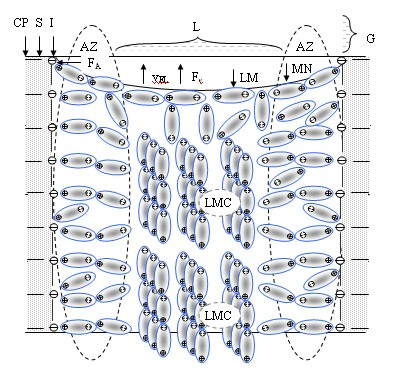
Рух рідини капіляром.

Спроможність капіляра транспортувати рідину обмежується неоднозначністю дії сил адгезії, яка проявляється в утворенні міжмолекулярних хімічних зв'язків між поверхнею твердого тіла та рідиною, зокрема, внаслідок вандерваальсових сил та дифузії молекул. Рівень адгезії визначається величиною поверхневої енергії фаз та міжфазної поверхні. Сили адгезії виконують корисну роботу по периметру змочування капіляра СР, проте, не беруть участі в піднятті рідини у зануреній частині  капіляра, а тільки викликають в'язкість і тертя в межах об'єму рідини, прилеглої до твердої поверхні S.
Адгезія молекул рідини до йонів І твердого тіла S утворює в межах прилеглої до поверхні твердого тіла ділянки рідини малорухому активну зону AZ, де панують в'язкість і тертя. Ці фактори не тільки перешкоджають руху молекул рідини приповерхневої зони, але й гальмують рух центральної зони стовпа рідини, який переважно складається з молекулярних колективів LMC. Схоже, що при розрахунках динаміки руху рідини в тонких капілярах слід брати до уваги властивості активної адгезійної приповерхневої зони.

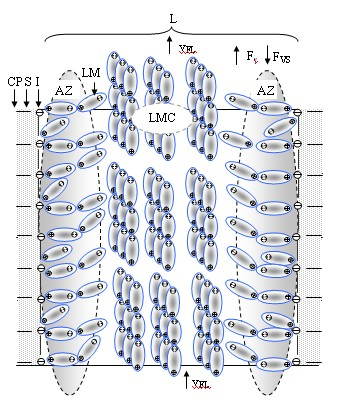
Виникнення сил в'язкості.

Сили в'язкості FVS [Н] суттєво впливають на рух рідини капіляром. Із-за формування активної адгезійної приповерхневої зони тонкий капіляр має низьку пропускну здатність, широка ж труба молекулярними рушійними властивостями практично не володіє. Обставина, яка змушує дослідника використовувати сили адгезії для підняття рідини вертикальним капіляром, є причиною відмови від застосування цієї технології в тому вигляді, у якому ми її знаємо.
Аби подолати антагонізм молекулярної гідродинаміки в енергетичних  системах міжфазної поверхні, схоже, молекулярний рушій (міжфазну поверхню) слід відокремлювати від центрального флюїдопроводу. Кращим рішенням для високодинамічної системи може бути поєднання короткого молекулярного рушія в авангарді системи з довгим і широким флюїдопроводом в ар'єргарді. Оскільки потік рідини як сукупність нескінченного числа неподільних часток є неперервним у часі, то поки авангардні молекули рідини подібно черепасі Зенона повзтимуть малу відстань капілярами, швидкі молекули в широкій трубі подібно швидконогому Ахіллесу того ж Зенона пробіжать довгий шлях, але ніколи повільних молекул не доженуть.
У дуже вузьких капілярах поведінка рідини значно відрізняється від тієї, що спостерігається на макрорівні. Зокрема, при діаметрах капілярів 100-300000 нм гідравлічний опір зростає, а число Рейнольдса сильно зменшується. Сили поверхневого натягу та в'язкості в нанорозмірних порах набагато перевищують об'ємні сили тяжіння та інерції. Інакше проявляються також хімічні і фізичні властивості рідини (концентрація, температура та рН). Характерною та бажаною в мікрогідродинамічних системах є ламінарна течія — впорядкований рух, при якому частинки потоку в'язкої рідини повільно рухаються шарами, паралельними напрямку течії. Вони обтікають тіла малих розмірів без утворення вихорів. У турбулентному потоці локальні швидкості й тиск змінюються випадково.
Критерієм турбулентності є критичне значення числа Рейнольдса Recr,
Recr = ρFL·vFL·l/µ,
де ρFL [кг/м3] — густина, µ [Па·с] — коефіцієнт динамічної в'язкості, vFL [м/с] — характерна швидкість потоку рідини, l [м] — характерний розмір перешкод.
Для потоку води в циліндричній трубці діаметром dCP [м] число Рейнольдса Re визначається формулою, Re = ρFL·vFL·dCP/µ.
При Re > Recr течія в трубці є турбулентною. Для ламінарного потоку води максимальна швидкість води vFLmax [м/с] у круглій трубі діаметром dCP [м] розраховується із попереднього виразу, vFLmax = Recr·µ/(ρFL·dCP).
Масові витрати води Qm [кг/с] при ламінарному потоці складають
Qm = ρFL·vFL·АCP, 
де АCP [м2] — площа поперечного перетину трубки, АCP = π·dCP2/4.
Після підстановки значень vFL [м/с] та АCP [м2] у попереднє рівняння отримуємо
Qm = Recr·µ·π·dCP/4.    
Критичне значення числа Рейнольдса визначається шляхом усереднення результатів чисельних дослідів і сильно залежить від якості внутрішньої поверхні трубки. У закритому циліндричному каналі швидкість потоку рідини є максимальною на вісі трубки. Різниця швидкостей двох шарів dvFL призводить до внутрішнього тертя FFR [Н] між ними. Градієнт швидкості вздовж вісі у є деформацією зсуву dvFL/dy [c–1]. Напруження зсуву є відношенням сили тертя (опору) FFR [Н] між двома шарами рідини та площею контакту шарів А [м2] або FFR/A [Н/м2]. У цьому випадку коефіцієнт динамічної в'язкості µ [Па·с] ламінарного потоку рідини допишеться виразом,
µ = (FFR/A)/(dvFL/dy).
Із попереднього рівняння визначається сила тертя FFR [Н], FFR = µ·A·(dvFL/dy).
Одиниця динамічної в'язкості в Міжнародній системі одиниць (SI) — (Н/м2)/[(м/с)/м] = Па·с. В системі СГС динамічна в'язкість розраховується в пуазах (П), 1П = 0,1 Па·с.
Згідно Другого закона Ньютона, при взаємодії двох шарів рідини за одиницю часу відбувається передача імпульсу К, рівного FFR, від одного шару рідини до другого через поверхню площею А [м2], К = –µ·A·(dvFL/dy).
Динамічна в'язкість чисельно дорівнює потоку імпульсу, який переноситься від одного шару до іншого за одиницю часу через одиницю площі при градієнті швидкості, рівному одиниці.
Напрям руху рідини показано вектором vFL. Після утворення меніска механізм руху рідини капіляром залишається незмінним, якщо не враховувати ті сили поверхневого натягу, які спрямовані на мінімізацію поверхні рідини та перетворення параболічної поверхні в площину.
Теплові коливання приповерхневих молекул рідини є однією з найбільш важливих умов поширення рідини поверхнею вертикального капіляра, бо коливання молекул та атомів у молекулах відбуваються неперервно, і вони зумовлюють таке ж неперервне розтікання рідини. Велика інерційність перебудови меніска в околі активної молекули певною мірою стримує поширення процесу адгезії.

## Вимушене поширення рідини горизонтальним капіляром
Швидкість вимушеного руху рідини горизонтальним циліндричним капіляром довжиною LCP [м] під дією зовнішніх сил, наприклад, тиску розраховується за умов ламінарного потоку, сталого тиску в кожній точці поперечного перетину потоку, відсутності радіальної течії та нульової швидкості рідини на стінках капіляра. Якщо швидкість шару рідини на відстані а [м] від осі капіляра дорівнює vFL [м/с], а для шару (а + da) відповідно — (vFL — dvFL). Тоді градієнт швидкості (dvFL/da) [с−1] обумовлює тангенціальне напруження μ·(dvFL/da).
Сила тиску FPR [Н], яка переміщає рідину, має подолати силу в'язкості FVS [Н], FPR = FVS;
р·π·а2 = –µ·(dvFL/da)·2·π·а·LCP. 
де FPR [Н] — сила тиску, яка переміщає рідину, FPR = р·ACP = р·π·а2, FVS [Н] — сила в'язкості, FVS = –µ·(dvFL/da)·ACYL, р [Па] — тиск, який рухає рідину в капілярі, ACP [м2] — площа поперечного перетину шару рідини, ACP = π·а2, ACYL [м2] — площа циліндричної поверхні шару на відстані а [м] від вісі капіляра ACYL = 2·π·а·LCP, LCP [м] — довжина капіляра.
При а = rCP, де rCP [м] — радіус капіляра, швидкість рідини на стінці капіляра дорівнює нулю, vFL = 0. Інтегруємо вираз від 0 до rCP та отримуємо рівняння параболи, яка описує розподіл швидкості руху рідини в площині поперечного перетину капіляра, vFL = [р/(4·µ·LCP)]·(rCP2 — a2).
Об'ємні витрати рідини QV [м3·с−1], тобто об'єм рідини V [м3], яка проходить через капіляр за одиницю часу, розраховуються згідно закону Пуазейля для ньютонівської рідини,
QV = vFL·ACP = V/t = π·р·rCP4/(8·µ·LCP).
де ACP  [м2] — площа поперечного перетину капіляра, t [с] — час.
Відповідно, масові Qm [кг/с] та вагові Qg [Н/с] витрати рідини, Qm = ρFL·vFL·ACP = ρFL·QV = m/t;
Qg = ρFL·g·vFL·ACP = ρFL·g·QV = Fg /t.
де m [кг] — маса рідини, ρFL [кг/м3] — густина рідини, Fg [Н] — вага рідини, Fg = m·g, g [м/с2] — прискорення вільного падіння, його стандартне значення біля поверхні Землі g =  9,80665 м/с2.
З метою отримання високої потужності системи молекулярної гідроенергетики необхідно забезпечити велику швидкість руху рідини капілярами.

## Вільне поширення рідини горизонтальним капіляром
Як і в попередньому розділі, вважається, що капіляр має форму циліндра радіусом rCP, рідина є ньютонівською і поширюється в капілярі під дією сили поверхневого натягу Fγ [Н]. Руху рідини перешкоджають сили в'язкості FVS [Н] та інерції FIN [Н] рідини. Для зручності, система координат вибрана такою, в якій напрямок руху рідини співпадає з віссю z.
У загальному випадку сила поверхневого натягу є постійною величиною і визначається периметром змочування lw = 2·π·rCP [м], крайовим кутом змочування θ [рад] та коефіцієнтом поверхневого  натягу рідини γ [Н/м], Fγ = 2·π·rCP·γ·cos(θ) [Н].
Сила в'язкості FVS [Н] є непостійною величиною й зростає по мірі зростання пройденої рідиною відстані, FVS = –µ·(dvFL/da)·ACYL [Н]
Сила інерції FIN [Н] зростає пропорційно масі рухомої рідини mFL, FIN = –mFL·(d2z/dt2) [Н], де вираз d2z/dt2 [м2/с2] визначає прискорення руху рідини капіляром у залежності від довжини пройденої відстані.
Швидкість вільного протікання рідини в горизонтальному капілярі знаходиться із умови балансу сил поверхневого натягу Fγ [Н], в'язкості FVS [Н] та інерції FIN [Н], Fγ = FVS + FIN;                                
2·π·rCP·γ·cos(θ) = –[8·π·μ·z·(dz/dt) + mFL·(d2z/dt2)], де mFL [кг] — маса рідини в капілярі, z [м] — відстань, пройдена рідиною в капілярі, t [с] — час, вираз dz/dt [м/с] визначає швидкість руху рідини капіляром, вираз d2x/dt2 [м2/с2] визначає прискорення руху рідини капіляром.
Інтегруючи останнє співвідношення, отримуємо рівняння Лукаса-Вашбурна-Рідела (Lucas-Washburn-Rideal), zН = √[γ·rCP·cos(θ)·t/(2·μ)], де zН [м] — відстань, яку проходить рідина в горизонтальному капілярі за час t, rCP [м] — радіус капіляра, μ [Па·с] — динамічна в'язкість рідини, γ [Н/м] — поверхневий натяг.
Формула Лукаса-Вашбурна-Рідела справедлива для горизонтального капіляра за умов нестисливої ньютонівської рідини, ламінарного потоку та рівності нулю гідростатичного тиску. Вважається, що розміри меніска малі в порівнянні з довжиною «хвоста» рідини.
Відстані zH [м], які проходить рідина в циліндричних горизонтальних капілярах, що мають радіуси rCP1 = 10 мкм та rCP2 = 100 мкм, у різні відрізки часу t [с], зведено в таблицю.
Динамічні характеристики рідини в горизонтальних
циліндричних капілярах
| t, с                          | 0,001   | 0,01   | 0,1    | 1,0   | 3,0    | 5,0    | 10,0   |
| zH, м, rCP = 10мкм            | 0,00064 | 0,002  | 0,0064 | 0,02  | 0,0403 | 0,045  | 0,064  |
| zH, м, rCP = 100 мкм          | 0,00202 | 0,0064 | 0,02   | 0,064 | 0,11   | 0,143  | 0,2    |
| zHi+1 — zHi, м, rCP = 100 мкм | 0,002   | 0,0044 | 0,0136 | 0,044 | 0,046  | 0,033  | 0,057  |
| ti+1 — ti, с, rCP = 100 мкм   | 0,001   | 0,009  | 0,09   | 0,9   | 2,0    | 2,0    | 5,0    |
| vFLH-AVi, м/с, rCP = 100 мкм  | 2,0     | 0,49   | 0,151  | 0,049 | 0,023  | 0,0165 | 0,0114 |

Продовження таблиці
| t, с                          | 20,0   | 30,0   | 40,0  | 50,0  | 100,0  | 500,0 | 1000   |
| zH, м, rCP = 10мкм            | 0,09   | 0,11   | 0,13  | 0.14  | 0,2    | 0,45  | 0,64   |
| zH, м, rCP = 100 мкм          | 0,285  | 0,35   | 0,40  | 0,45  | 0,64   | 1,43  | 2,018  |
| zHi+1 — zHi, м, rCP = 100 мкм | 0,085  | 0,065  | 0,05  | 0,05  | 0,19   | 0,79  | 0,588  |
| ti+1 — ti, с, rCP = 100 мкм   | 10,0   | 10,0   | 10,0  | 10,0  | 50,0   | 400,0 | 500,0  |
| vFLH-AVi, м/с, rCP = 100 мкм  | 0,0085 | 0,0065 | 0,005 | 0,005 | 0,0039 | 0,002 | 0,0012 |

Використовуючи табличні дані можна побудувати  графіки залежності відстані zH [м], яку рідина проходить у циліндричних горизонтальних капілярах, що мають радіуси rCP1 = 10 мкм та rCP2 = 100 мкм, від часу t [с].
З таблиці та графіків можна знайти середню швидкість руху рідини vFLH-AVi [м/с] горизонтальним капіляром на окремих відрізках шляху, використовуючи відношення

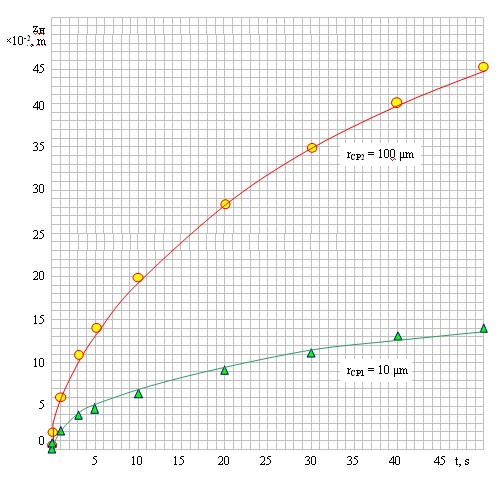
Графіки залежності відстані z_{H} [м], яку проходить рідина в циліндричних капілярах, що мають радіуси r_{CP1} = 10 мкм та r_{CP2} = 100 мкм, від часу t [с].

vFLH-AVi = (ΔzHi)/(Δti) = (zHi+1 — zHi)/(ti+1 — ti), де ΔzHi [м] — відрізок відстані, яку проходить рідина, ΔzHi = zHi+1 — zHi [м], Δti [с] –  відрізок часу, за який рідина проходить відстань ΔzHi, Δti = ti+1 — ti [с], i — номер відрізка, на якому визначається середня швидкість. Дані розрахунків середньої швидкості рідини vFLH-Avi [м/с] в горизонтальному циліндричному капілярі радіусом rCP = 100 мкм, отримані при наступних величинах фізичних параметрів: в'язкість рідини μ = 8,94·10−4 Па·с; поверхневий натяг γ = 72,8·10−3 Н/м; кут змочування θ = 00; густина рідини ρ = 1000 кг/м3 та прискорення вільного падіння біля поверхні Землі g = 9,81 м/с2.
Формула, яка описує неперервну динаміку руху рідини горизонтальним капіляром, може бути отримана поділом правої та лівої частин рівняння (2.80) на час t, zН/t = vFLH = √[γ·rCP·cos(θ)·t/(2·μ)]/t =
      = √[γ·rCP·cos(θ)/(2·μ·t)]. 
У стартовий момент вільного поширення рідини капіляром швидкість потоку є неймовірно високою й сягає кількох метрів у секунду. Високу швидкість рідини на початку просочення можна пояснити відсутністю інерційних сил у вигляді «хвоста» рідини за переднім фронтом потоку. Проте, з часом у потік втягується ланцюг молекул рідини, інерційні сили зростають і протидіють капілярним силам, тож, спостерігається гальмування процесу поширення потоку. Потрібно відзначити, що в капілярах з меншим радіусом швидкість поширення рідини є нижчою.

## Вільне поширення рідини вертикальним капіляром
У вертикальному капілярі поширення рідини на додаток до сили тертя гальмується ще й вагою стовпа рідини. Відстань zV [м], яку проходить рідина у вертикальному циліндричному капілярі за проміжок часу t [с] і, відповідно, швидкість руху рідини вертикальним капіляром зменшуються на величину, пропорційну зростанню ваги стовпа рідини Pi [Н] і, відповідно, маси mi [кг] та висоти підняття рідини hi [м], Pi = mi·g. 
З урахуванням цих умов формула Лукаса-Вашбурна-Рідела прийме вигляд
zV = √[{(Fγ — Pi)/(2·π·rCP)}·rCP·cos(θ)·t/(2·μ)] =
   = √[{(γ·cosθ·2·π·rCP — ρ·π·rCP2·g·hi)/(2·π)}·cos(θ)·t/(2·μ)] =
   = √[rCP·(2·γ·cosθ — ρ·rCP·g·hi)·cos(θ)·t/(4·μ)] .
На рідину діють сили капілярного натягу та гравітації, Fγ = γ·cos(θ)·2·π·rCP;
Pi = mi·g = ρ·π·rCP2·g·hi,
де Fγ [Н] — сила поверхневого натягу, γ [Н/м] — коефіцієнт поверхневого натягу, Рi [Н] — вага рідини, Рi = mi·g, mi [кг] — маса рідини, mi = ρ·π·rCP2·hi, ρ [кг/м3] — густина рідини, g [м/с2] — прискорення вільного падіння, hi [м] — висота підняття рідини в капілярі.
Відстань zVi [м], яку проходить рідина у вертикальному капілярі, дорівнює висоті стовпа рідини hi [м], hi = zVi. 
Тоді вираз для відстані zV прийме вигляд
zV = √[(2·γ·cosθ — ρ·rCP·g·zН)·rCP·cos(θ)·t/(4·μ)] [м].
Після піднесення лівої та правої частин рівняння до квадратного степеня отримуємо
zV 2 = [(γ·rCP·cos2(θ)·t/(2·μ)] — [ρ·rCP2·g·cos(θ)·t/(4·μ)]·zV.
Якщо перенести члени останнього рівняння у ліву сторону, можна отримати зведене алгебраїчне квадратне рівняння, zV 2 + [ρ·rCP2·g·cos(θ)·t/(4·μ)]·zV — [γ·rCP·cos2(θ)·t/(2·μ)] = 0
або
azV 2 + b·zV + c = 0,
де а, b, с — коефіцієнти, а = 1; b = ρ·rCP2·g·cos(θ)·t/(4·μ); с = –γ·rCP·cos2(θ)·t/(2·μ).
Зведене квадратне рівняння має два рішення: zV1 та zV2 [м], zV1,2 = –{ρ·rCP2·g·cos(θ)·t/(8·μ)} ±
          ± √[{ρ·rCP2·g·cos(θ)·t/(4·μ)}2 — {–2·γ·rCP·cos2(θ)·t/μ}]/2 =
       = –{ρ·rCP2·g·cos(θ)·t/(8·μ)} ±                                                            
          ± √[{ρ·rCP2·g·cos(θ)·t/(4·μ)}2 + {2·γ·rCP·cos2(θ)·t/μ}]/2.   
Взявши до уваги напрямок дії сил, можна записати кінцеву формулу для розрахунку відстані zV [м], яку проходить рідина у вертикальному капілярі за час t [с], zV = –{ρ·rCP2·g·cos(θ)·t/(8·μ)} +
      + √[{ρ·rCP2·g·cos(θ)·t/(4·μ)}2 + {2·γ·rCP·cos2(θ)·t/μ}]/2. 
Значення відстані zV [м], які проходить рідина у вертикальному циліндричному капілярі в різні моменти часу t [с], розраховані за допомогою формули (2.93) для радіуса капіляра rCP = 10−4 м, динамічної в'язкості рідини μ = 8,94·10−4 Па·с, поверхневого натягу γ = 72,8·10−3 Н/м, кута змочування θ = 00, густини рідини ρ = 1000 кг/м3 та прискорення вільного падіння g = 9,81 м/с2, представлено в таблиці.
Динамічні характеристики рідини у вертикальних циліндричних капілярах
| t, с      | 0,001   | 0,01   | 0,1    | 1,0    | 3,0    | 5,0   | 10,0   |
| zH, м     | 0,00202 | 0,0064 | 0,0193 | 0,0518 | 0,11   | 0,143 | 0,2    |
| zV, м     | 0,002   | 0,0063 | 0,019  | 0.0516 | 0,0769 | 0,09  | 0,107  |
| vFLV, м/с | 2,006   | 0,626  | 0,189  | 0,0518 | 0,0256 | 0,018 | 0,0107 |

Продовження таблиці
| t, с      | 20,0   | 30,0   | 40,0   | 50,0   | 100,0  | 500,0  | 1000    |
| zH, м     | 0,285  | 0,35   | 0,40   | 0,45   | 0,64   | 1,43   | 2,018   |
| zV, м     | 0,122  | 0,129  | 0,133  | 0,135  | 0,142  | 0,15   | 0,15    |
| vFLV, м/с | 0,0061 | 0,0043 | 0,0034 | 0,0028 | 0,0014 | 0,0003 | 0,00015 |

Використовуючи дані таблиці, можна знайти середню швидкість руху рідини vFLV-AVi [м/с] вертикальним капіляром на окремих відрізках шляху за допомогою відношення, vFLV-AVi = (ΔzVi)/(Δti) = (zVi+1 — zVi)/(ti+1 — ti), де ΔzVi [м] — відрізок відстані, яку проходить рідина, ΔzVi = zVi+1 — zVi [м], Δti [с] — відрізок часу, за який рідина проходить відстань ΔzVi, Δti = ti+1 — ti [с], i — номер відрізка, на якому визначається середня швидкість.
Графіки залежності відстані zV [м], яку проходить рідина у горизонтальному та вертикальному циліндричних капілярах радіусом rCP = 100 мкм, від часу t [м] суттєво різняться
Попри те, що середнє значення швидкості руху рідини на відрізках шляху відображає характер руху, все ж, воно відзначається похибкою дискретизації. Формула, яка описує неперервну динаміку руху рідини вертикальним капіляром vFLV, може бути отримана поділом правої та лівої частин рівняння, яке описує відстань zV, на час t [с], zV/t = vFLV = –{ρ·rCP2·g·cos(θ)·t/(8·μ)}/t +
                    + √[{ρ·rCP2·g·cos(θ)·t/(4·μ)}2 + {2·γ·rCP·cos2(θ)·t/(μ)}]/(2·t) =
                 = –{ρ·rCP2·g·cos(θ)/(8·μ)} +  
                    + √[{ρ·rCP2·g·cos(θ)/(4·μ)}2 + {2·γ·rCP·cos2(θ)/(μ·t)}]/2.
Далі наведені значення швидкості руху рідини вертикальним циліндричним капіляром радіусом rCP = 100 мкм, розраховані по формулі при таких величинах фізичних параметрів: в'язкість рідини μ = 8,94·10−4 Па·с; поверхневий натяг γ = 72,8·10−3 Н/м; кут змочування θ = 00; густина рідини ρ = 1000 кг/м3 та прискорення вільного падіння g = 9,81 м/с2.

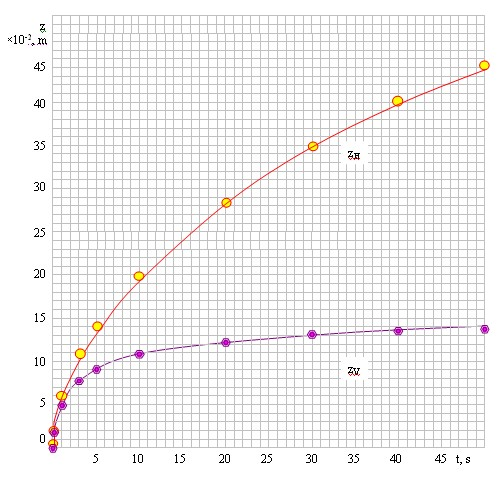
Графіки залежності відстані, яку проходить рідина у горизонтальному z_{H} [с] та вертикальному z_{V} [с] циліндричних капілярах, від часу t [с], збудовані для радіуса капіляра r_{CP} = 100 мкм.

Крива швидкості являє собою гіперболу. Її асимптотами є осі абсцис та ординат прямокутної системи координат. На самому початку руху рідина набирає високу швидкість, бо інерційні сили є поки що незначними. В момент часу t1 = 0,001 с вона дорівнює приблизно 2 м/с. На відмітці t2 = 0,01 с швидкість становить ~0,6 м/с.  Та вже починаючи з відмітки  t4 = 1,0 с, швидкість руху падає до значення ~ 0,05 м/с. а на відмітці 500 с рідина практично зупиняється. Різке зниження швидкості підняття рідини вертикальним капіляром пояснюється одночасною дією сили тертя та сили гідростатичного тиску стовпа рідини в капілярі, які протидіють вільному поширенню рідини.
Для капілярів нециліндричної форми формулу Лукаса-Вашбурна-Рідела можна також записати в наступному вигляді
zН = 4·√(γ/μ)·√cos(θ)·√[{DCP/(f·Re)}·t], де f — коефіцієнт Фаннінга, що враховує тертя рідини зі стінками капілярів різної форми, знаходиться як відношення локального напруження зсуву до локальної густини кінетичної енергії потоку, Re — число Рейнольдса, DCP [m] — середній  діаметр капіляра.
Середній діаметр  капіляра DCP розраховується через площу поперечного перетину капіляра ACP [м2] та периметр змочування lW [м], DCP = 4·ACP/lW.
Для циліндричного капіляра DCP = 2·rCP [м] та f·Re = 64, і формула (2.96) спрощується до рівняння Лукаса-Вашбурна-Рідела.
Радіус краплі в'язкої рідини RD [м] та радіус її розтікання rS [м] на горизонтальній поверхні пов'язані між собою законом Таннера (Роджер Таннер — професор механіки Сіднейського університету),
rS/RD ~ [γ·t/(μ·RD)]1/10, 
де μ [Па·с] — динамічна в'язкість рідини, γ [Н/м] — поверхневий натяг, t [с] — час розтікання.
Поширення лінії контакту фаз, згідно формули Таннера, корелює з вільним поширенням рідини в горизонтальному капілярі, яке описується рівнянням Лукаса-Вашбурна-Рідела.
Міжмолекулярні сили адгезії та поверхневого натягу можуть бути використані як джерело енергії для транспортування рідини капілярами з утворенням потужних потоків, забезпечення гідроакумулювання чи руху гідротурбіни в реальному масштабі часу. У першому випадку, рідина піднімається з нижнього резервуара капілярними силами адгезії та поверхневого натягу й накопичується у верхньому резервуарі. Акумульована так потенціальна енергія рідини може бути в подальшому перетворена під дією сили тяжіння в кінетичну енергію й використана для виробництва універсальної електричної енергії за допомогою класичних гідротурбін. У другому випадку, потік рідини концентрується в певному каналі (флюїдопроводі) для отримання великої кінетичної енергії, яка в реальному масштабі часу може бути перетворена в електричну енергію за допомогою гідротурбін. Одним із шляхів подолання антагонізму молекулярної гідродинаміки може бути просторове поєднання короткого молекулярного рушія з довгим та широким флюїдопроводом.
Іншою проблемою, яку слід вирішувати при використанні рушійної сили міжфазної поверхні, є необхідність неперервного спорожнення капілярної структури по мірі її заповнення рідиною. Іншими словами, розробники молекулярних систем міжфазної поверхні мають реалізувати функцію оперативного покидання рідиною капілярної структури через вихідні отвори.  Відплив рідини має бути співмірним по динаміці з її припливом у капілярну структуру через вхідні отвори, що є запорукою формування стійких потоків з високою кінетичною енергією. Вирішуючи цю задачу, слід враховувати той факт, що згідно другому закону термодинаміки, повна ентропія системи може зменшуватися за рахунок зростання ентропії іншої системи.